# Станица метроа Шепардс Буш (Хамерсмит и Сити линија)
Шепардс Буш (енгл. Shepherd's Bush tube station) је једна од станица лондонског метроа у Шепардс Бушу, општина Хамерсмит и Фулам. Станицу опслужује Хамерсмит и Сити линија и налази се у другој наплатној зони. У близини ове станице налази се истоимена али потпуно одвојена станица са које полазе возови Централне линије. 
Прва станица, која је претходила данашњој, отворена је 13. јуна 1864. нешто јужније од места данашње станице, и то у склопу проширења Метрополитан железнице до Хамерсмита. Данашња станица ју је заменила 1. априла 1914. године. У периоду између 1877. и 1906. године станицу су користили и возови који су саобраћали све до Ричмонда, али је електрификацијом линије ово укинуто, и Хамерсмит је постао крајње одредиште свих возова који пролазе кроз Шепардс Буш.
2008. године станица ће бити преименована у Шепардс Буш Маркет ради избегавања забуне са станицом на Централној линији која се тренутно проширује и треба да постане заједничка станица метроа и нешто конвенционалне приградске железнице. Такође, планирано је да ће до 2008. године бити завршена и Вуд Лејн станица, која је тренутно у изградњи између Шепардс Буша и Латимер Роуда на Хамерсмит и Сити линији. Ова нова станица би требало да буде замена некадашњег Вуд Лејна затвореног 1959. (под другим именом) и имаће две намене: да обезбеди могућност преседања на Централну линију код Вајт Ситија и да побољша транспортну инфраструктуру везану за велики пројекат развитка трговачких центара у тој околини.
Постојећа станица има 2 перона у употреби, и годишње кроз њу прође око 2,897 милиона људи.
| Претходна станица | Линија метроа | Линија метроа    | Линија метроа | Следећа станица |
| ----------------- | ------------- | ---------------- | ------------- | --------------- |
| Голдхок Роуд      |               | Хамерсмит и Сити |               | Латимер Роуд    |

| Претходна станица | Линија метроа | Линија метроа    | Линија метроа | Следећа станица     |
| ----------------- | ------------- | ---------------- | ------------- | ------------------- |
| Голдхок Роуд      |               | Хамерсмит и Сити |               | Вуд Лејн у изградњи |